# صلیب دومیله‌ای

نسخه صلیب لورن

صلیب دومیله‌‌ای، صلیب دونواری یا صلیب دوبازویی (به انگلیسی: Two-barred cross) شبیه به صلیب لاتین است اما یک نوار اضافی اضافه شده است. طول و محل قرارگیری میله‌ها (یا "بازوها") متفاوت است، و بیشتر تغییرات به جای یکدیگر صلیب لورن، صلیب ایلخانی، صلیب ارتدکس یا صلیب اسقفی نامیده می‌شوند.

## دومیله
این دومیله را می‌توان محکم در کنار هم (مغلط) یا دور از هم قرار داد. آنها می‌توانند به‌طور متقارن یا در اطراف وسط، یا بالا یا پایین وسط قرار گیرند. یکی از تغییرات نامتقارن دارای یک نوار نزدیک بالا و دیگری درست زیر وسط است. در نهایت میله‌ها می‌توانند از طول برابر یا با یکی کوتاه‌تر از دیگری باشند.

## دکوراسیون
انتهای بازوها را می‌توان با توجه به سبک‌های مختلف تزئین کرد. سبکی با انتهای گرد یا گرد در کاربرد نشان‌شناسی ترفله یا بوتونه (از فرانسوی bouton) نامیده می‌شود. در استفاده مذهبی به همین سبک صلیب غنچه، رسولان یا کلیسای جامع گفته می‌شود. یک سبک راست و نوک تیز به نام پاتی نیز شامل تغییرات صلیب مالتی، و در نهایت یک سبک نوک تیز به نام اویگویز است.

## استفاده نشان‌شناسی

نشان مجارستان، اواخر سده دوازدهم

نشان ملی جمهوری اسلواکی

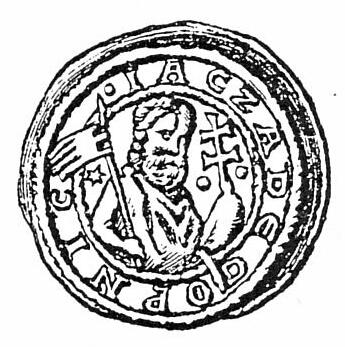
براکتات Iakša de Kopnik Jacza de Copnic که از اوایل سده دوازدهم در سیلسیا ضرب شده است.

صلیب‌ها در سده دوم پس از میلاد در کاربردهای نشان‌شناسی ظاهر می‌شوند. یک صلیب متعادل در نشان مجارستان و همچنین در چندین سپر کوچک در سپرهای ویتیس استفاده شده است. یک صلیب متوازن مشخص (میله‌های مشخص شده با طول مساوی در فواصل مساوی) روی سپرهای نشان و مدال‌های سفارش استفاده می‌شود.
در اسلواکی، پرچم، نشان ملی و چندین نماد شهرداری شامل یک صلیب دوتایی است که در آن میله‌های درجه‌بندی شده بیشتر از میله‌های به همان اندازه طولانی و فواصل متعادل در امتداد خط عمودی رایج‌تر است.
صلیب دو میله همچنین، از حدود سال ۱۱۴۰، در کوپنیک، برانیبور (برلین کنونی، براندنبورگ) استفاده شد، همان‌طور که در یکی از پنج تابش براکتات نقره ایاکشا (Jaxa)، یک ایالت مسیحی، فیوف لهستان دیده می‌شود. (اسقف اعظم گنیزنو)، که تا زمان تهاجم و نابودی آن توسط «جنگ صلیبی وندی» آلمانی در سال ۱۱۴۷ ساخته شد.

## در چاپ
در تایپوگرافی به صلیب دوتایی (U+2021 ‡) خنجر دوتایی، ابلیسک دوتایی یا دیزیس می‌گویند.

## در پزشکی و گیاه‌شناسی
اتحادیه بین‌المللی مبارزه با سل و بیماری ریه از سال ۱۹۲۰ به دنبال پیشنهاد کنفرانس بین‌المللی سل برلین در سال ۱۹۰۲، از یک صلیب دومیله قرمز به عنوان نشان خود استفاده کرده است. دو میله به طول مساوی در نیمه بالایی صلیب قرار دارند و هر شش انتها اویگویز هستند. یک صلیب دو میله مشابه اما آبی به عنوان لوگوی انجمن ریه آمریکا استفاده می‌شود.
در گیاه‌شناسی، از یک تلاقی متعادل (میله‌های با طول مساوی در فواصل مساوی) برای علامت‌گذاری گیاهان بسیار سمی استفاده می‌شود.

## در شطرنج
یک صلیب دومیله برای نماد کیش‌مات استفاده می‌شود.

## نگارخانه

صلیب ایلخانی
صلیب یاگیلونی
صلیب ارتدکس
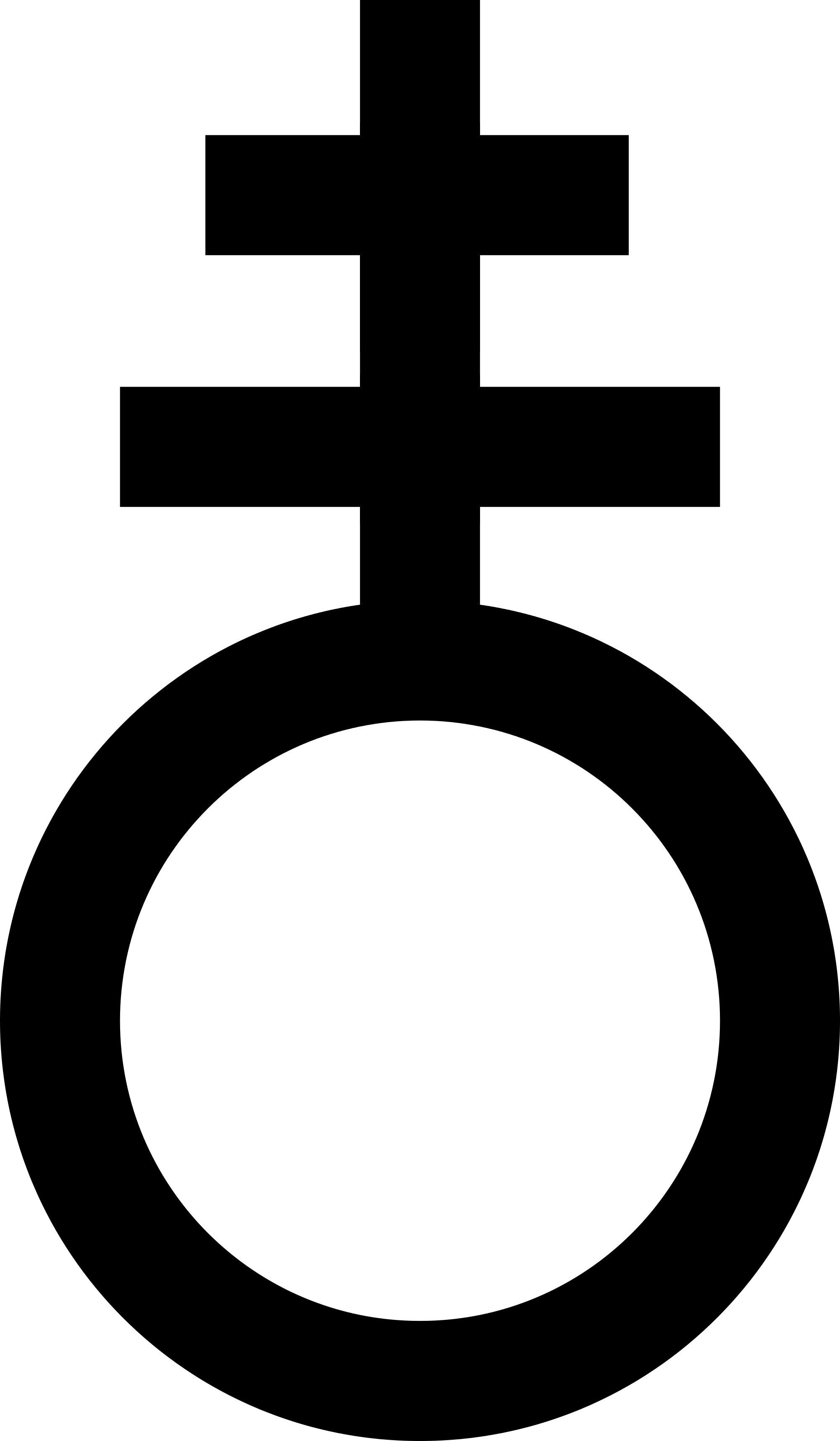
صلیب اسقفی